# Ascobolus leveillei
Ascobolus leveillei är en svampart som beskrevs av P. Crouan & H. Crouan 1867. Ascobolus leveillei ingår i släktet Ascobolus och familjen Ascobolaceae.   Inga underarter finns listade i Catalogue of Life.